# Two Men (film 1910)
Two Men è un cortometraggio muto del 1910 diretto da Harry Solter. Prodotto dalla IMP e distribuito dalla Motion Picture Distributors and Sales Company, aveva come interpreti Florence Lawrence, King Baggot e John R. Cumpson.

## Produzione
Il film fu prodotto dall'Independent Moving Pictures Co. of America (IMP)

## Distribuzione
Il film - un cortometraggio in una bobina - uscì nelle sale statunitensi il 2 maggio 1910, distribuito dalla Motion Picture Distributors and Sales Company.